# Nikolaï Prorokov
Nikolaï Prorokov (en russe, Николай Николаевич Пророков, 1945-1972) est un poète russe non-conformiste, représentant de l’underground moscovite, mort à 27 ans, dont aucun poème n’a été publié de son vivant et dont les œuvres sont éditées depuis fin 2016.

## Biographie
Cette courte vie est celle d’un poète, interdit de toute expression et action publique, sous le régime communiste dans l’URSS des années 1960-1970. Nikolaï est né quelques mois après la fin de la guerre, le 21 août 1945, à Mourmansk, dans une famille d’officiers de marine. En 1948, la famille déménage à Moscou. Nikolaï commence à écrire des poèmes alors qu’il est encore à l’école : les premiers datent de 1962. Il entre ensuite à l’Institut des langues étrangères qui porte depuis 1964 le nom de Maurice Thorez : à la faculté de la traduction, département  de la traduction automatique. Nikolaï choisit l’anglais comme langue principale, puis il apprend aussi le français et parle ensuite couramment les deux. En 1967, il loue une chambre dans le sous-sol d’un hôtel particulier, au numéro 9 de la ruelle Mansourovski. Ce lieu est marqué par le souvenir de Mikhaïl Boulgakov ; le sous-sol que Nikolaï loue est celui du Maître, celui même dont la description ouvre le treizième chapitre du roman Maître et Marguerite. Ce lieu devient celui des réunions de la bohème moscovite. Nikolaï y lit ses poèmes. Le jour de son vingt-troisième anniversaire, le 21 août 1968, les chars soviétiques entrent à Prague. À partir de ce moment, le Dégel est fini. Cette même année, son père apparatchik lui procure une chambre dans un appartement communautaire, loin du centre, rue Petite de Toula ; la vie artistique strictement marginale se poursuit ici, sans aucun espoir d’existence publique. Nikolaï termine ses études et obtient le diplôme de traducteur. La voie la plus directe mène les jeunes hommes de sa génération, diplômés de la sorte, au KGB ; il refuse. Après quoi toute carrière soviétique lui devient impossible. Il a une belle prononciation en français ; une place à la radio Maïak (le Phare) s’offre à lui. Il y corrige et lit les textes en français. Le 1er novembre 1972, il se donne la mort en se jetant par la fenêtre de sa chambre. 

## Publications
Ses manuscrits, toute une œuvre poétique importante, originale, attend quarante-cinq ans avant d’être publiée. 
Les cinq premiers poèmes de Nikolaï Prorokov paraissent en décembre 2016 dans la revue russophone Zerkalo (Miroir, Tel-Aviv). 
Une édition complète de ses poèmes voit ensuite le jour en 2017 aux éditions Kulturnyj sloj (Couche culturelle) qui publient la poésie russe de l’underground. 
Cette édition est remarquée par la presse littéraire moscovite. 
La première publication de quelques poèmes traduits en français, précédés d’un article biographique, paraît à Paris au sein de la revue "Les Hommes sans épaules". 
Cette publication est également remarquée par la presse. L’édition de ses poèmes choisis traduits en français est parue en 2018: 
Nikolaï Prorokov, "Est-ce que les arbres peuvent être ensemble?" Poèmes choisis traduits du russe et introduits par Olga Medvedkova, Paris, TriArtis, 2018,  (ISBN 978-2-916724-96-6)